# Veckans Nyheter - för framtidens arbetarrörelse
Veckans Nyheter, med underrubriken "för framtidens arbetarrörelse", är en nättidning utgiven av Arbetarpartiet. Hette Nya Arbetartidningen under åren 2011-2023. 
Tidningen är frivilligt ansluten till det medieetiska systemet och beviljades redaktionsstöd från Myndigheten för press, radio och tv under 2022. 